# Tetrancistrum longiphallus
Tetrancistrum longiphallus är en plattmaskart. Tetrancistrum longiphallus ingår i släktet Tetrancistrum och familjen Dactylogyridae. Inga underarter finns listade i Catalogue of Life.